# Tekla Bądarzewska – Zapomniany dźwięk
Tekla Bądarzewska – Zapomniany Dźwięk – studyjny album w wykonaniu Marii Pomianowskiej, wydany w kwietniu 2012 roku. Jest to pierwsza w Polsce, a druga na świecie monograficzna płyta z muzyką polskiej kompozytorki z czasów Fryderyka Chopina, Tekli Bądarzewskiej, opracowana przez Marię Pomianowską i Pawła Betleya na fortepian, harfę, inne instrumenty stosowane w muzyce poważnej oraz instrumenty etniczne z różnych stron świata. Płyta powstała dzięki staraniom Towarzystwa Przyjaciół Warszawy, w szczególności dzięki zaangażowaniu Beaty Michalec, sekretarz Zarządu Głównego Towarzystwa Przyjaciół Warszawy. 

## Lista utworów
1. Modlitwa 3:32
2. Walc 2:08
3. Złota Jerozolima 3:08
4. Śpiew słowika 3:50
5. Pocałunek Walca 3:36
6. Mazurek słodkie marzenie 2:05
7. Magdalena 4:16
8. Wizja 2:58
9. Harfa eolska 7:22
10. Aleksandra 1:49
11. Rumieniec dziewicy 3:00
12. Wspomnienie rodzinnej chatki 2:39
13. Przysięga dziewicy 2:46
14. Mazurek 2:09
15. Agnes 5:46
16. Dzwony z Aberdovey 4:47
17. Wiara 4:34
18. Nadzieja 4:48
19. Miłość 5:49

## Skład
- Maria Pomianowska – wiolonczela, fidel płocka, suka biłgorajska, suka mielecka, sarangi
- Paweł Betley - flety, gitara, bas, instrumenty perkusyjne, instrumenty elektroniczne
- Martyna Kaźmierczak - fortepian, GigaHarp
- Alina Mleczko - saksofon sopranowy, altowy, tenorowy
- Sebastian Wielądek - kawal, duduk, dudy
- Gwidon Cybulski - harmonijka ustna
- Anna Betley-Gębska - skrzypce, altówka
- Karolina Matuszkiewicz - skrzypce

oraz stypendyści OFAM

## Dodatkowe informacje
- Produkcja muzyczna: Maria Pomianowska, Paweł Betley
- Nagrania - ZTUDIO Betley & Nowak w Warszawie
- Realizacja - Paweł Betley
- Projekt graficzny - Łukasz Jastrzębski
- Zdjęcia - Jerzy Szkamruk, Łukasz Jastrzębski
- Wydawca - Agencja Artystyczna Musart
- Kierownik produkcji - Antoni Pomianowski
- Partnerzy - Burmistrz Miasta Mławy, Towarzystwo Przyjaciół Warszawy, Totalizator Sportowy Sp. z o.o.